# Осокорки (станція метро)
50°23′43″ пн. ш. 30°36′58″ сх. д. / 50.39528° пн. ш. 30.61611° сх. д.
«Осокорки́» — 35-та станція Київського метрополітену. Розташована на Сирецько-Печерській лінії між станціями «Славутич» і «Позняки». Відкрита 30 грудня 1992 року. Назва — від місцевості й житлового масиву, що розташовані поблизу.

## Конструкція
Конструкція станції — односклепінна, мілкого закладення, з однією прямою острівною платформою.
Колійний розвиток: 6-стрілочні оборотні тупики з боку станції «Позняки».

## Опис
Зал з двох боків сполучається сходами з підземними вестибюлями, котрі виконані в єдиному блоці з підземними переходами під транспортною розв'язкою (у місці перетину проспекту Бажана та Дніпровської набережної). Наземні виходи на проспект Бажана.

## Оформлення
Архітектурно-художнє рішення сукупних елементів витримано у спокійних світлих тонах у поєднанні з темно-рожевим кольором приколійних стін. Торцеві вітражі станції дають можливість візуально поєднати між собою усі станційні простори. Яскраве освітлення, біла стеля з темно-рожевим гранітним облицюванням приколійних стін створюють вигляд легкості, простоти та новизни. На платформі були встановлені два фонтанчики, вмонтовані у великі кам'яні брили, демонтовані у середині 1990-х років.

### Мурали
У грудні 2018 року було відкрито серію з 8 муралів артпроєкту MoreThanUs на стелі та стінах підземного залу (платформи) станції.
Роботи протягом чотирьох місяців виконували художники з України та семи інших країн: Олександр Брітцев з України, Matthew Down та Spear з Бельгії, Apollo Tores з Бразилії, Kraser з Іспанії, Jasm One зі Швейцарії, Mata Ruda з Коста-Рики, BkFoxx зі Сполучених Штатів Америки. Усі зображення об'єднані темою національної єдности України та протистояння російській агресії.
Простір між окремими муралами об'єднує квітковий орнамент (робота українсько-американського художника MDOT).
Куратором проєкту виступив Гео Лерос, вартість робіт (3,65 млн гривень) оплатило Державне підприємство «Центр захисту інформаційного простору України» (ДП ЦЗІПУ).

## Надзвичайна подія
14 березня 2012 року, приблизно о 16:40 на станції сталося займання лампи та пластикової підшивки стелі. Близько 18:00 пожежу було ліквідовано. 15 березня 2012 року о 05:37 станцію було відкрито для пасажирів. Незабаром після пожежі залишки пластикової обшивки світлової лінії було демонтовано.

## Пасажиропотік

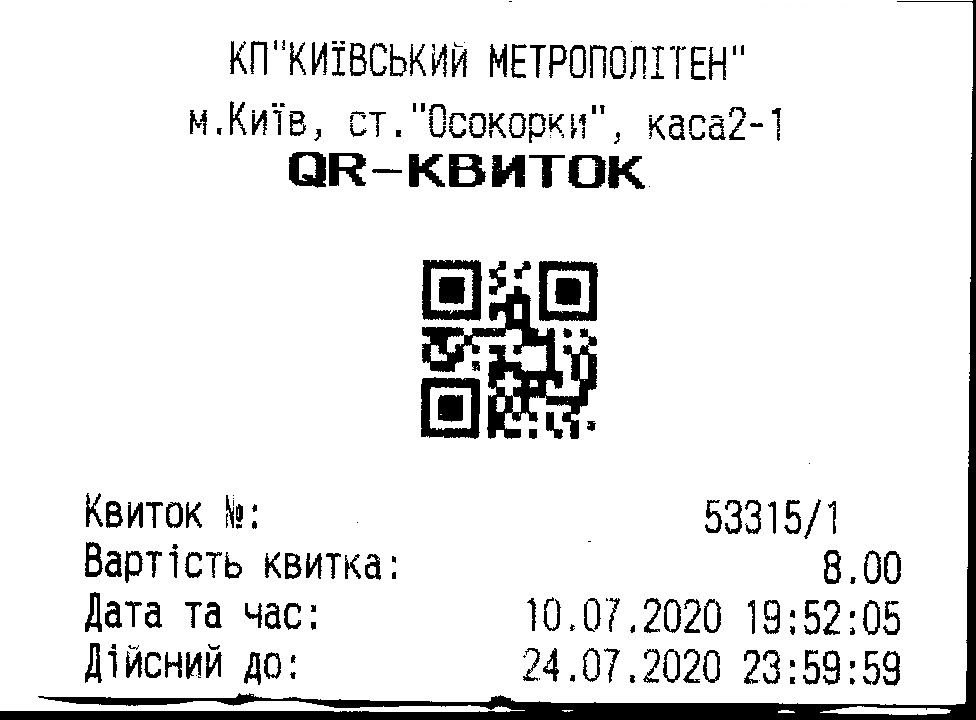
Паперовий qr-квиток для оплати проїзду в Київському метрополітені в 2020 році, придбаний на станції Осокорки

| Рік                           | 2009 | 2011 | 2012 | 2013 | 2014 | 2015 | 2016 | 2017 | 2018 |
| ----------------------------- | ---- | ---- | ---- | ---- | ---- | ---- | ---- | ---- | ---- |
| Пасажиропотік, тис. осіб/добу | 14,2 | 16,5 | 17,5 | 18,8 | 18,8 | 19,1 | 19,0 | 20,0 | 20,7 |

## Галерея

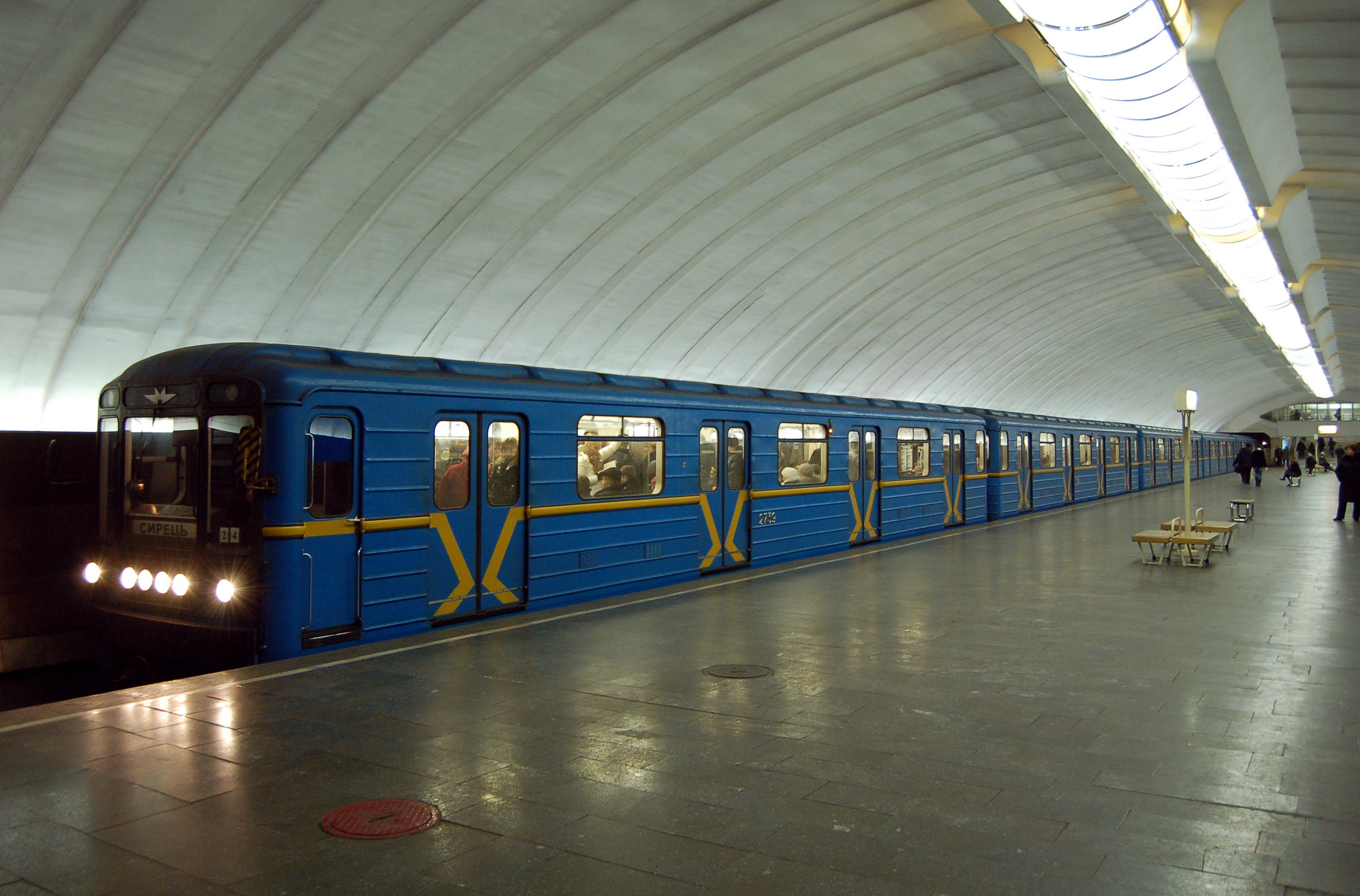
Пасажирська платформа
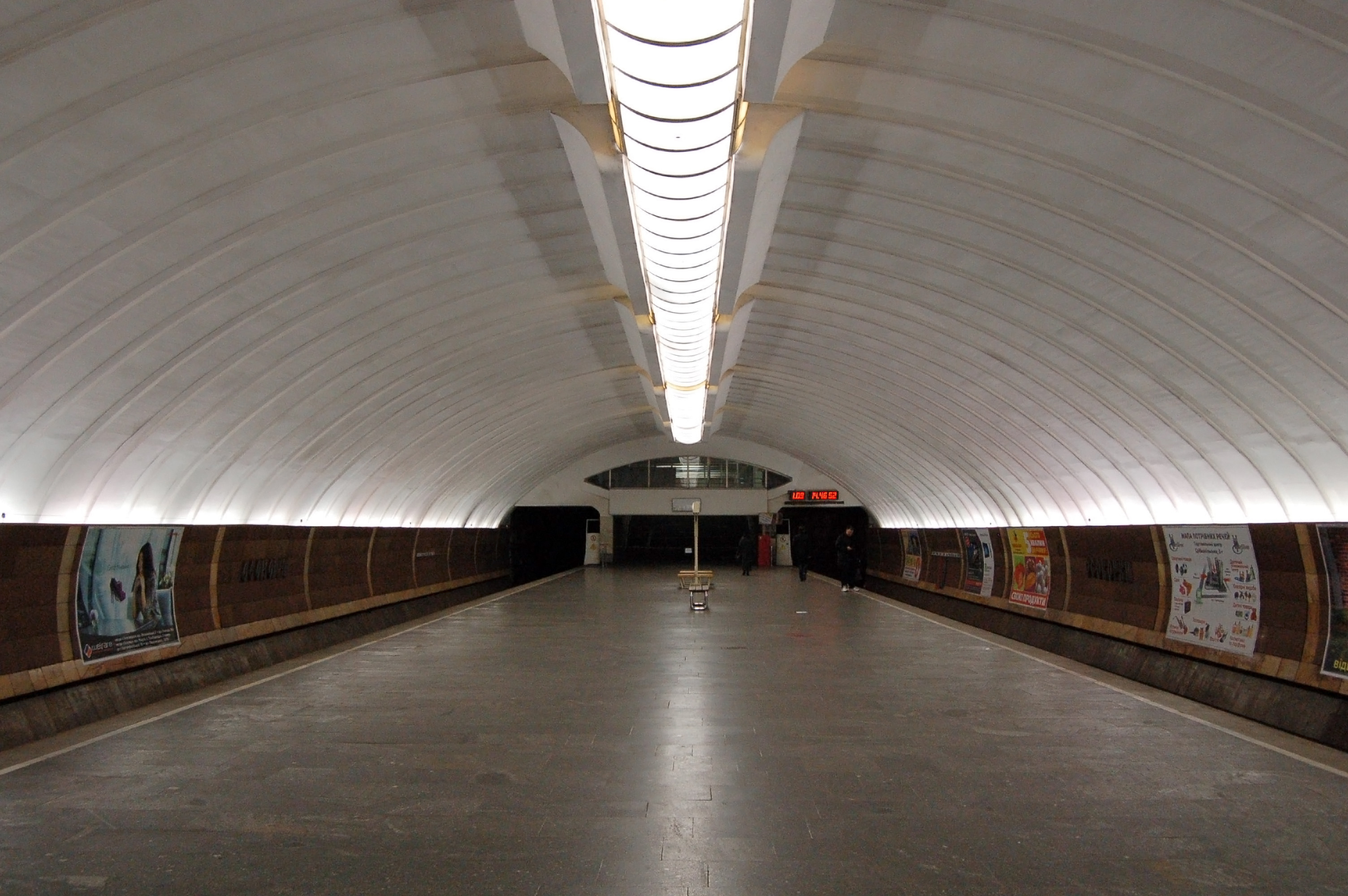
Пасажирська платформа
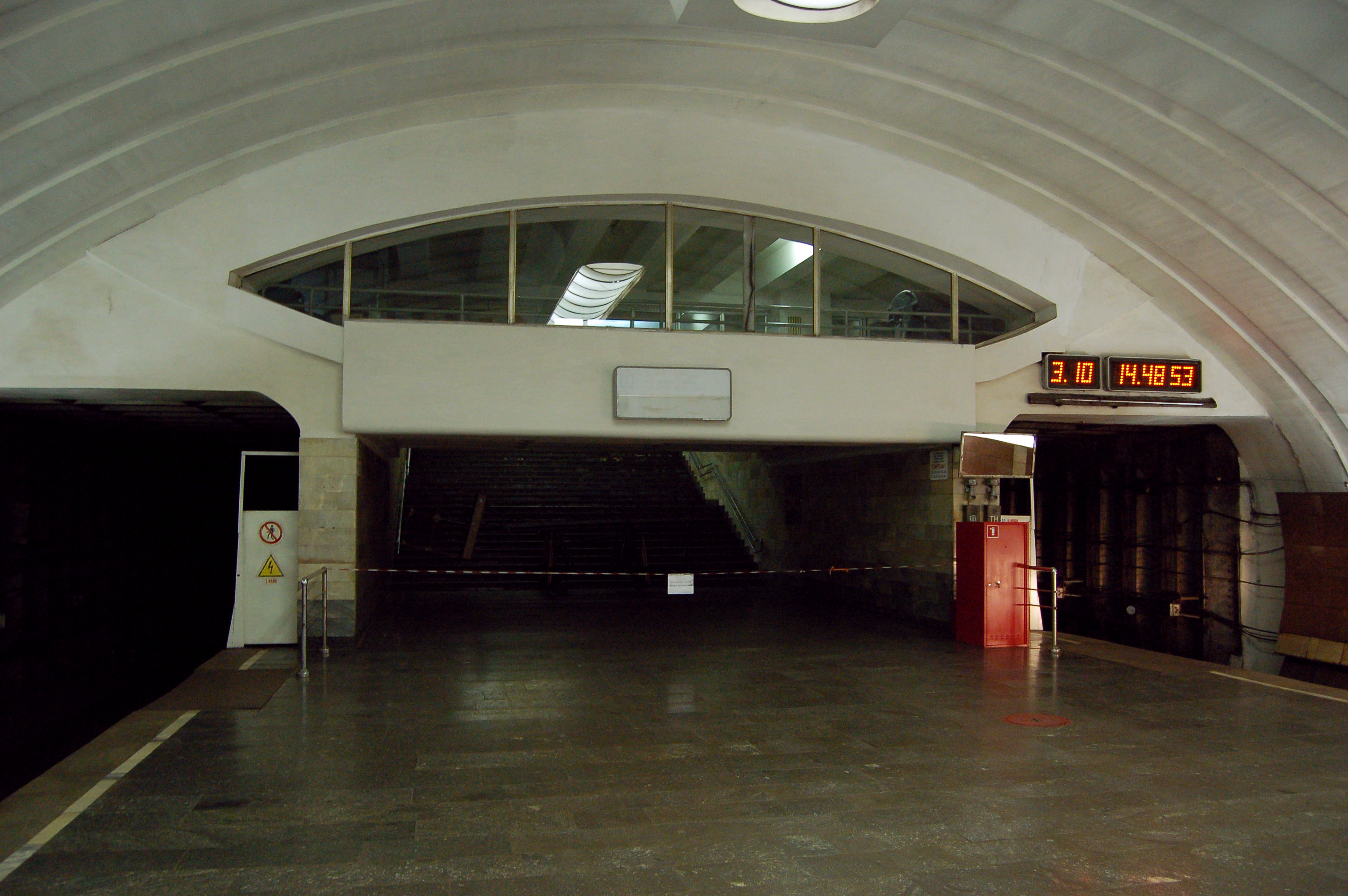
Непрацюючий вихід
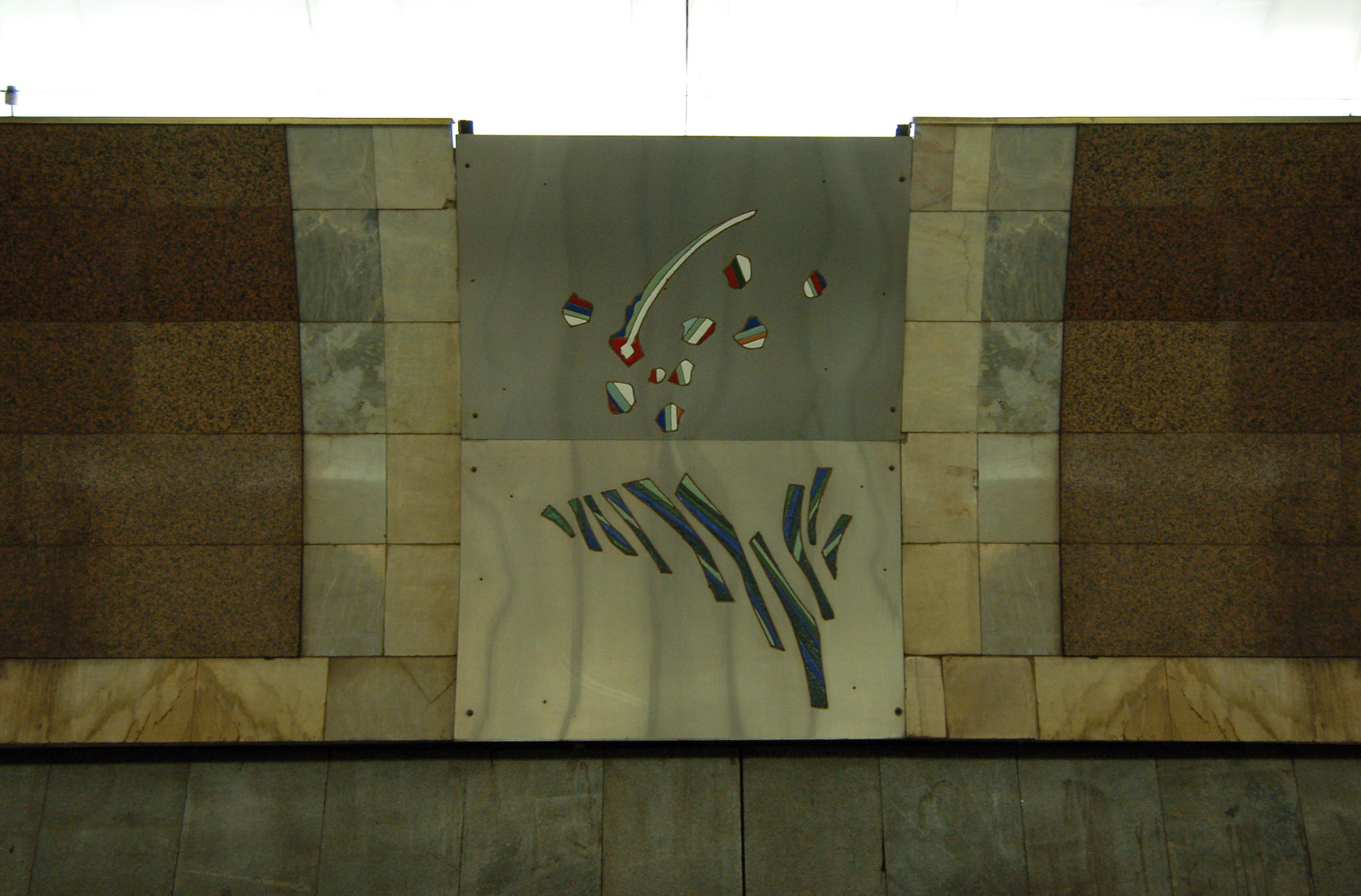
Дверцята на колійній стіні
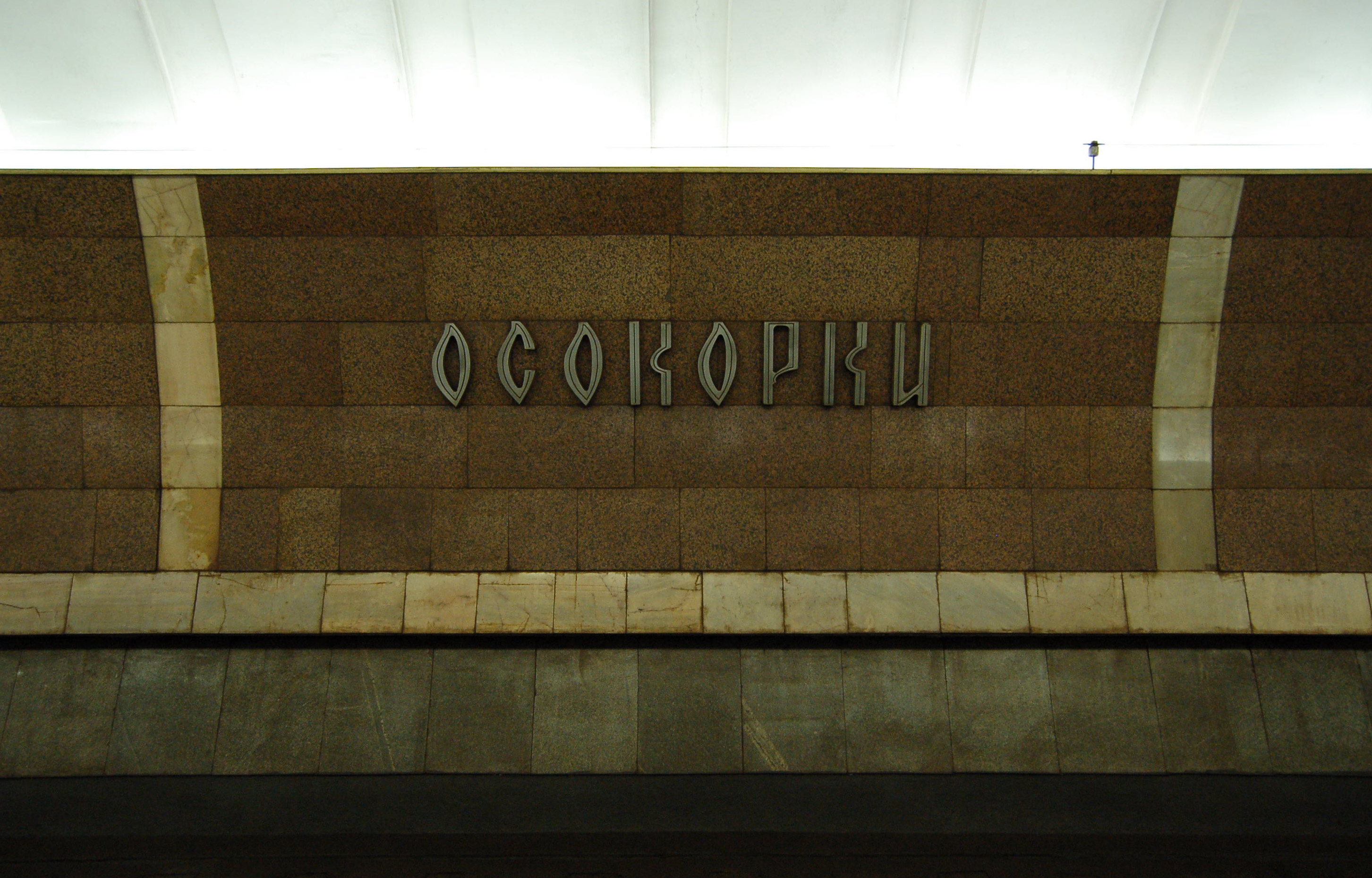
Назва станції на колійній стіні
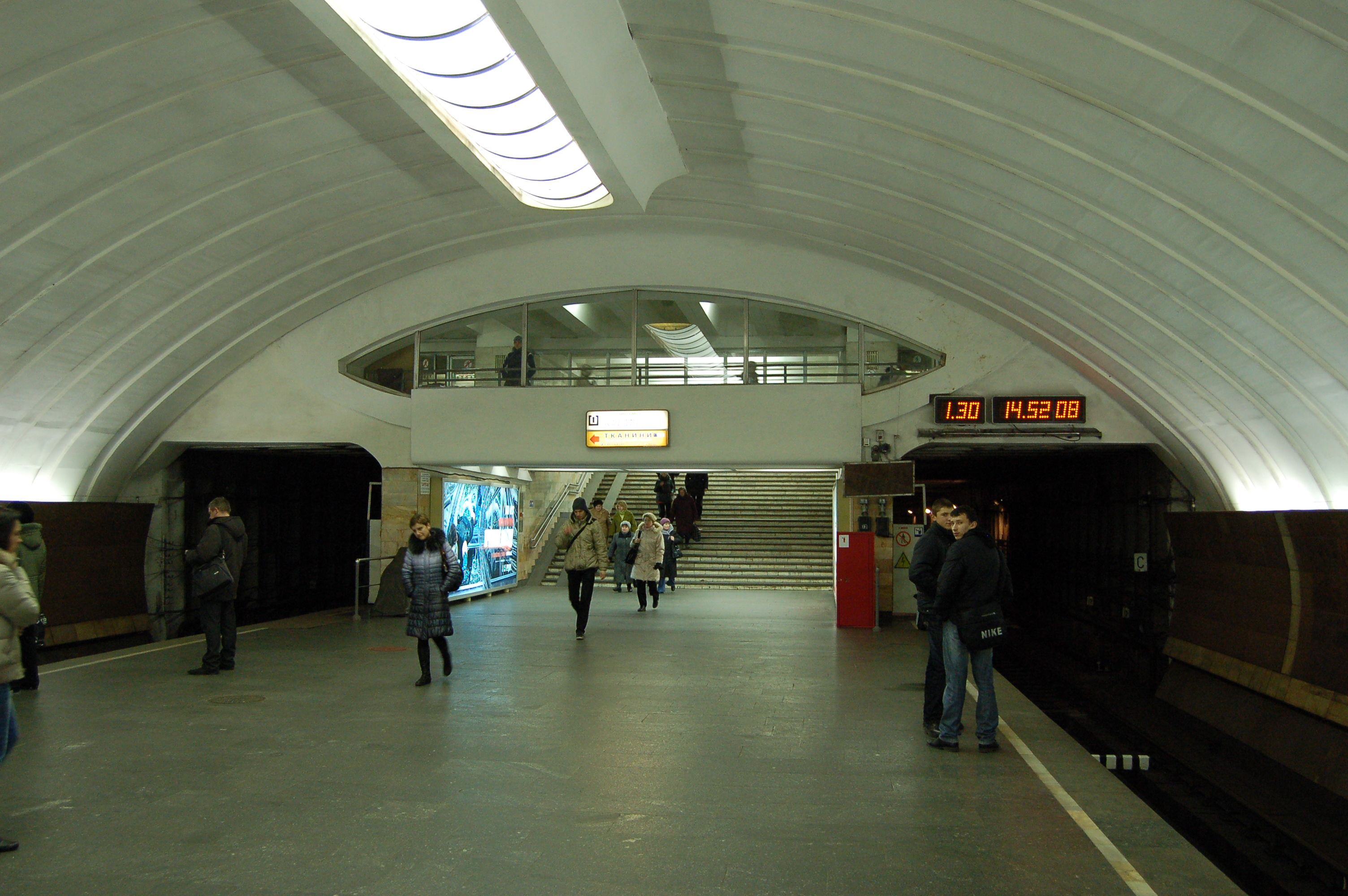
Вихід з платформи
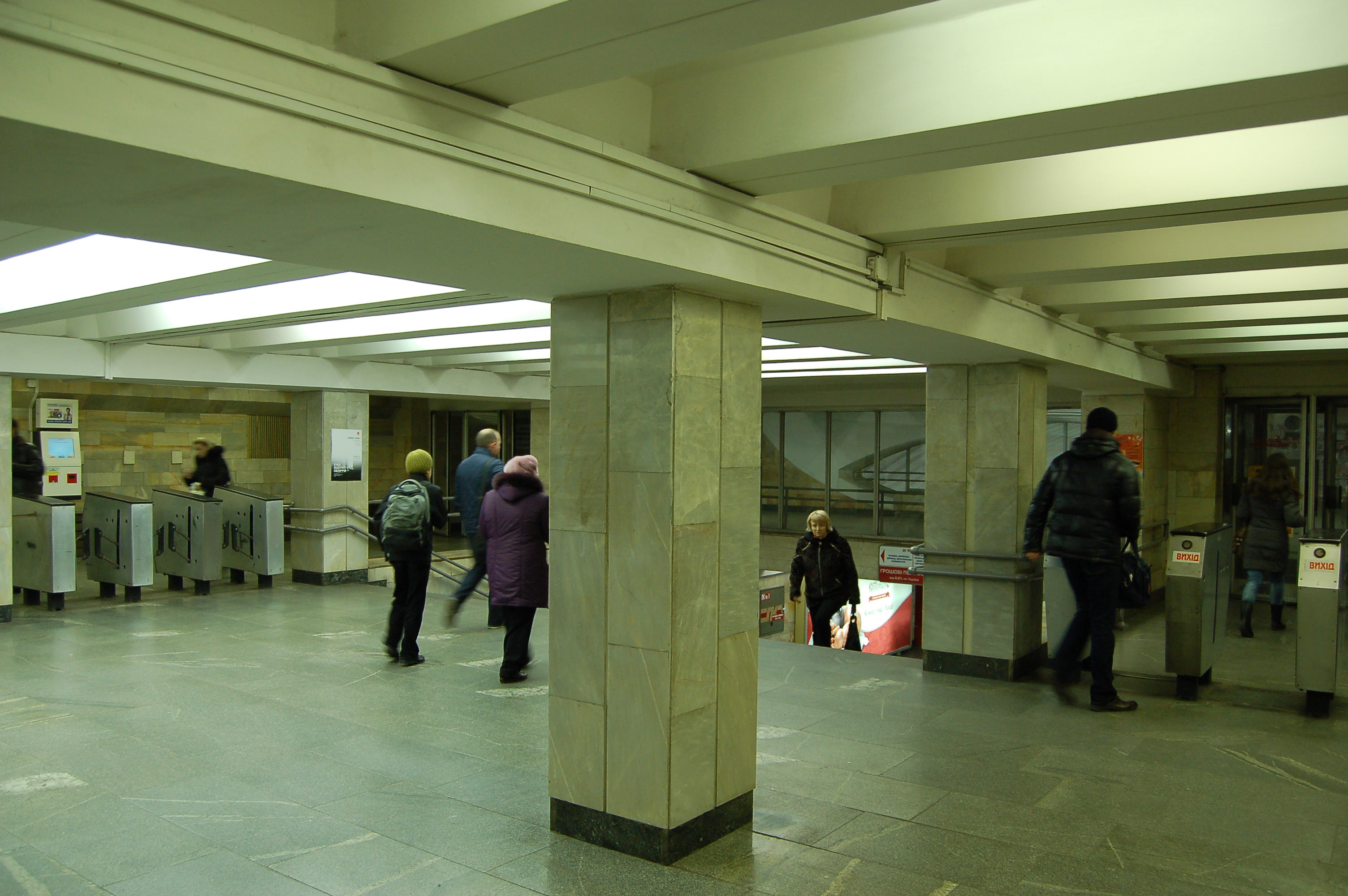
Підземний вестибюль
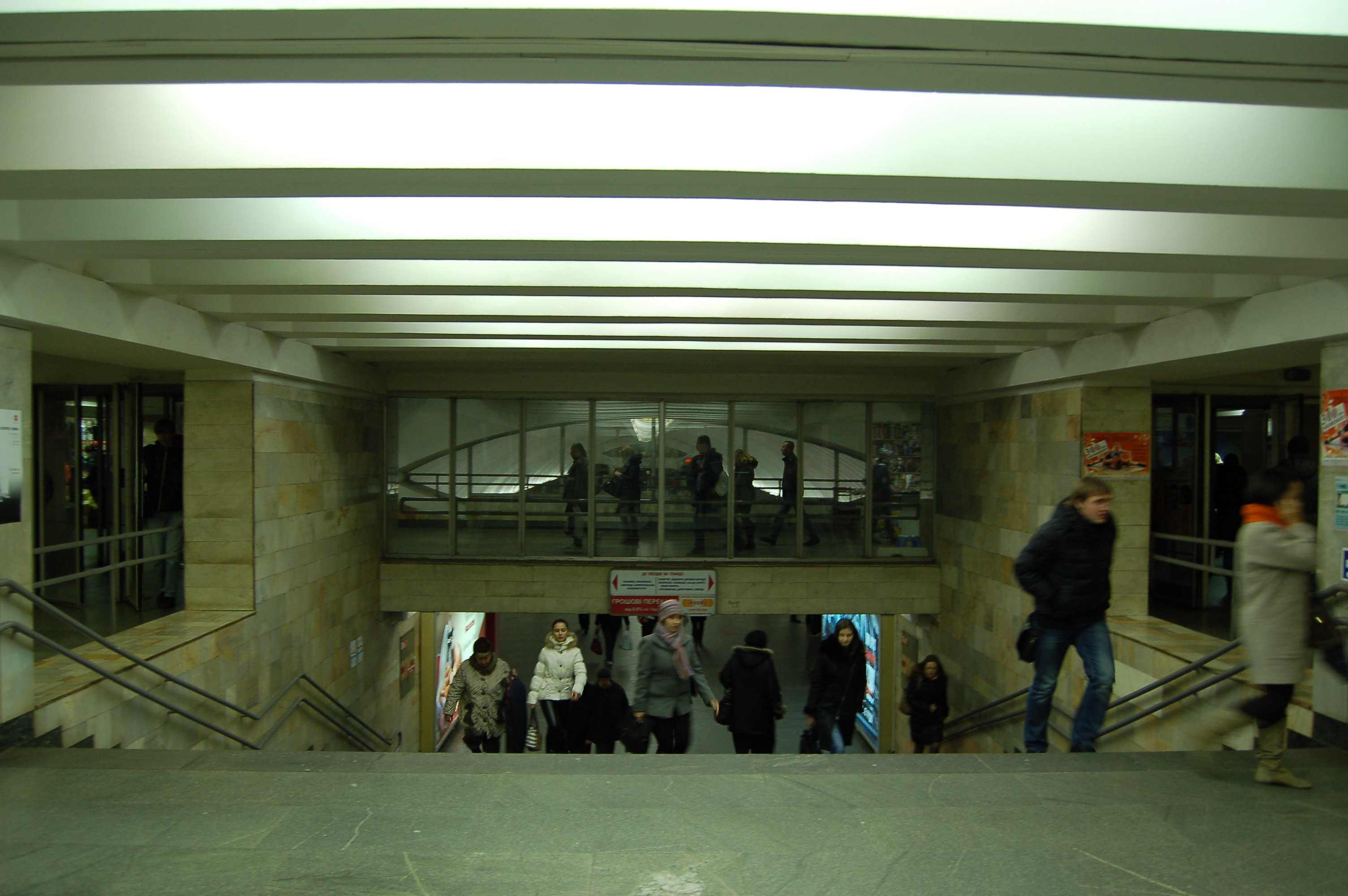
Підземний вестибюль
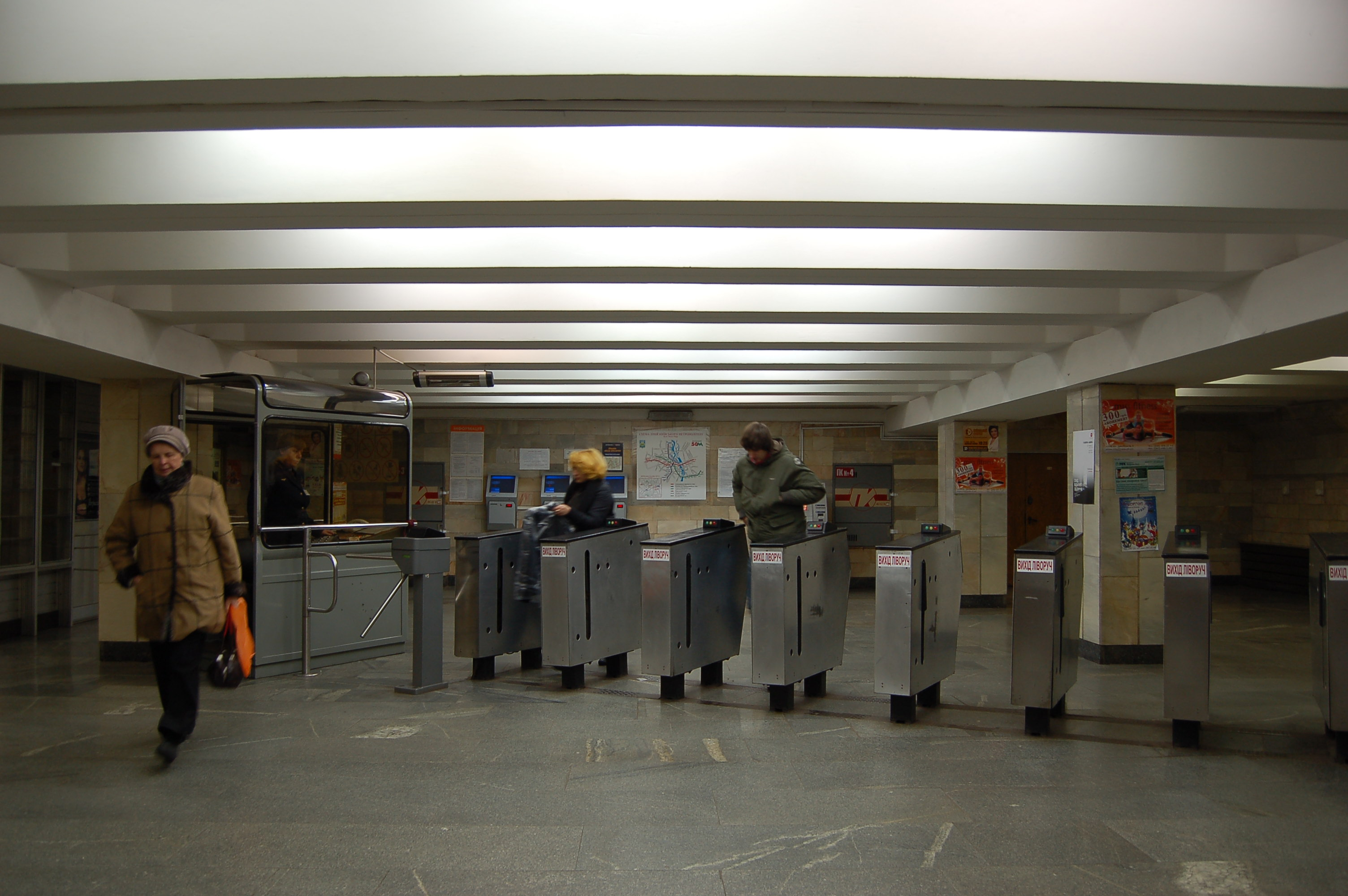
Підземний вестибюль
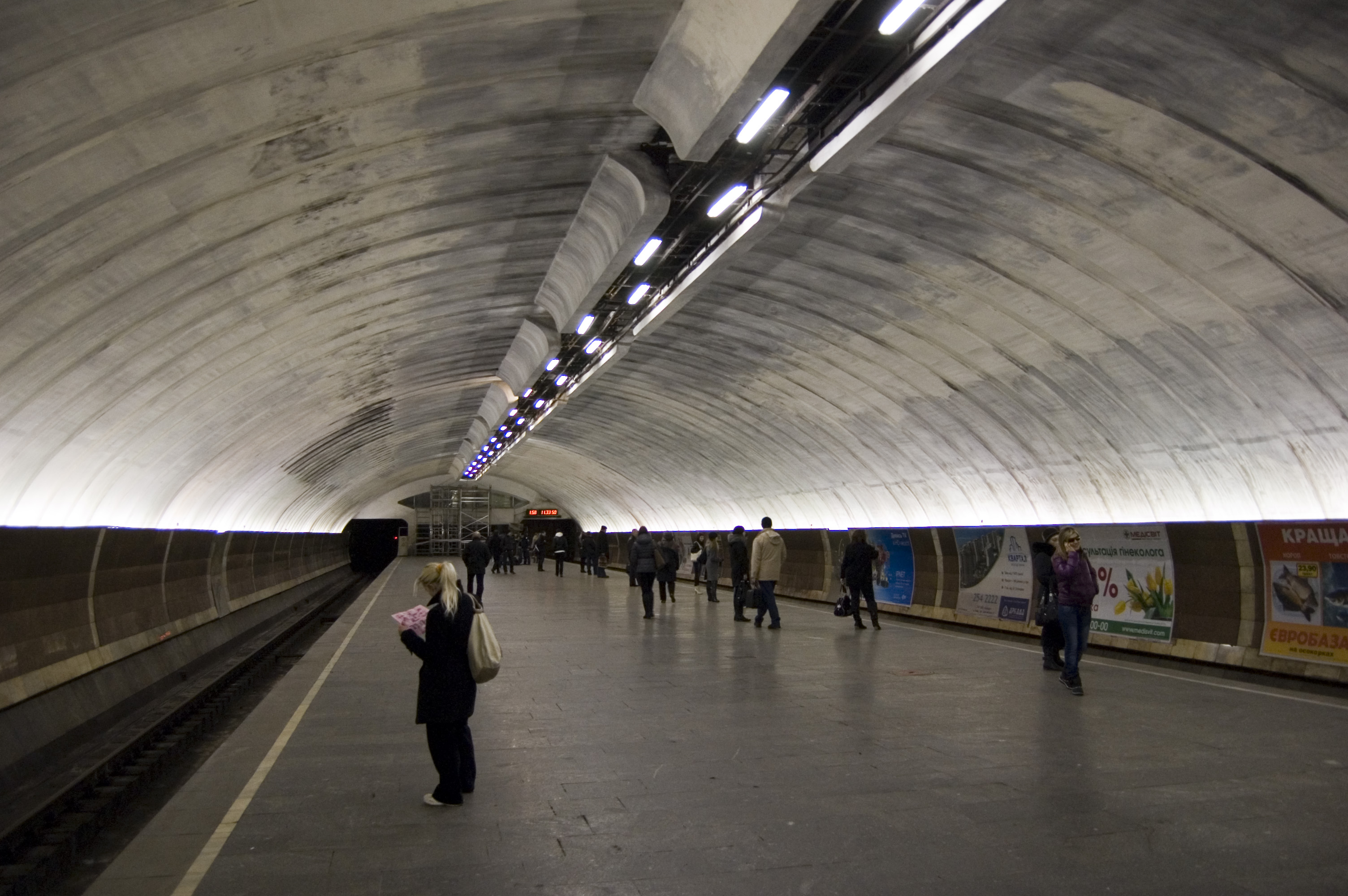
Платформа станції після пожежі
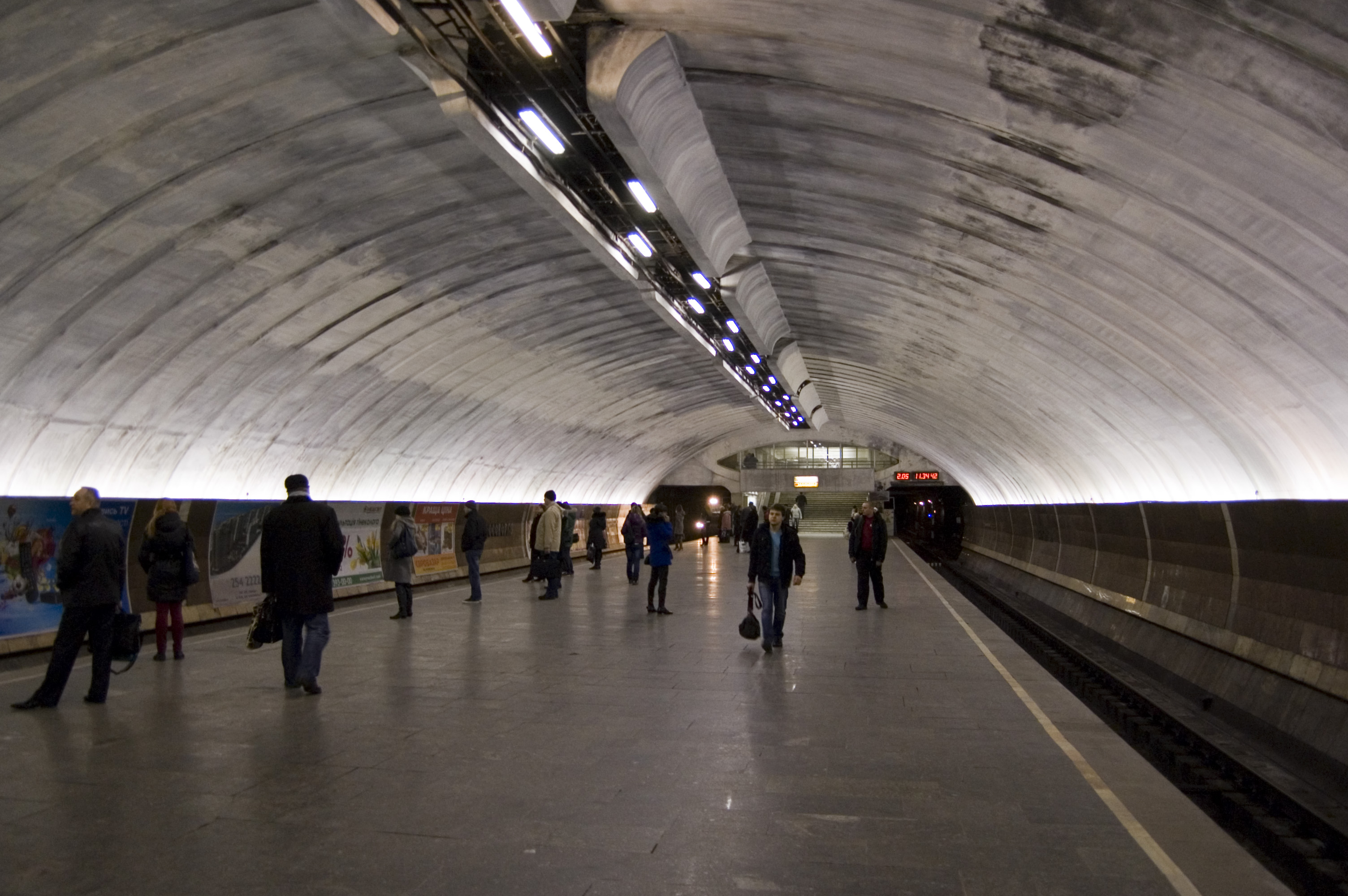
Платформа станції після пожежі

Мурали на склепінні
Matthew Down (Бельгія). Авдіївка
Mata Ruda (Сан-Хосе, Коста-Ріка). Автономія
BKFoxx (Нью-Йорк, США). Unfinished
Spear (Бельгія). Знання — це скарби (з портретом учителя з Гадяча, учасника АТО Володимира Доноса)
Kraser (Іспанія). MotherLand[6]
Jasm.one aka Issam Rezgui (Швейцарія). United (з портретом Богдана Ступки)[7][8]
Apollo Tores (Сан-Паулу, Бразилія). Універсальна мова[9]
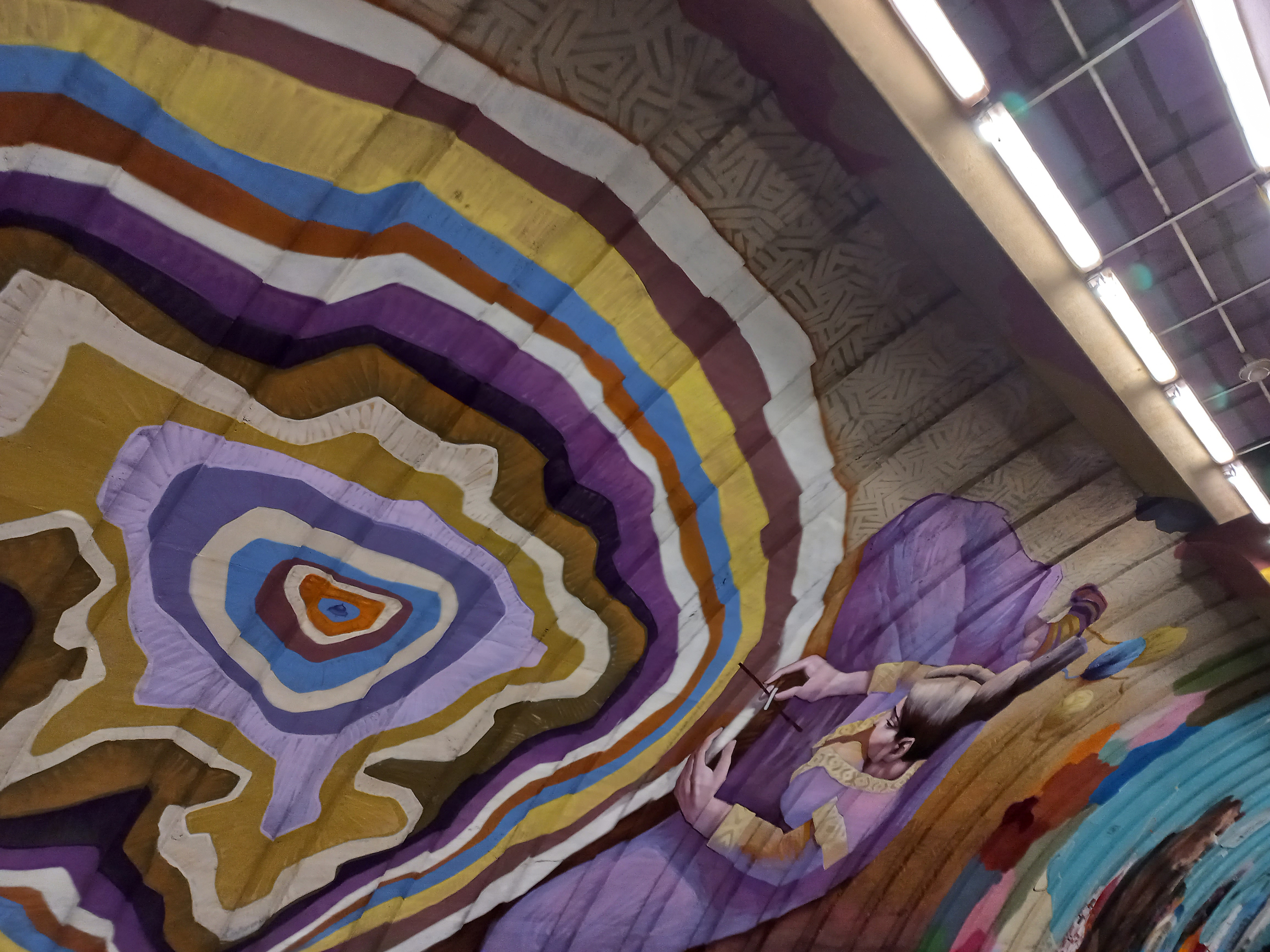
Олександр Брітцев (Україна). Самоткана